# Nissan Skyline
La Nissan Skyline è un'autovettura di medio-grandi dimensioni prodotta dalla casa automobilistica giapponese Nissan Motor dal 1957 in tredici generazioni. È a trazione anteriore o (dal 1989) integrale, e a motore anteriore. Le sue dimensioni sono cambiate con il tempo. Dal 1957 al 1981 la Skyline è stata di piccole dimensioni, dal 1981 al 2002 di medie dimensioni e dal 2001 di medio-alte dimensioni. La Skyline è stata prodotta dalla Prince Motor Company dal 1957 al 1967. Nel 1967 la Prince fu acquistata dalla Nissan, che ha continuato a produrre la Skyline con il proprio marchio.

## La prima serie (ALSI-1): 1957-1963

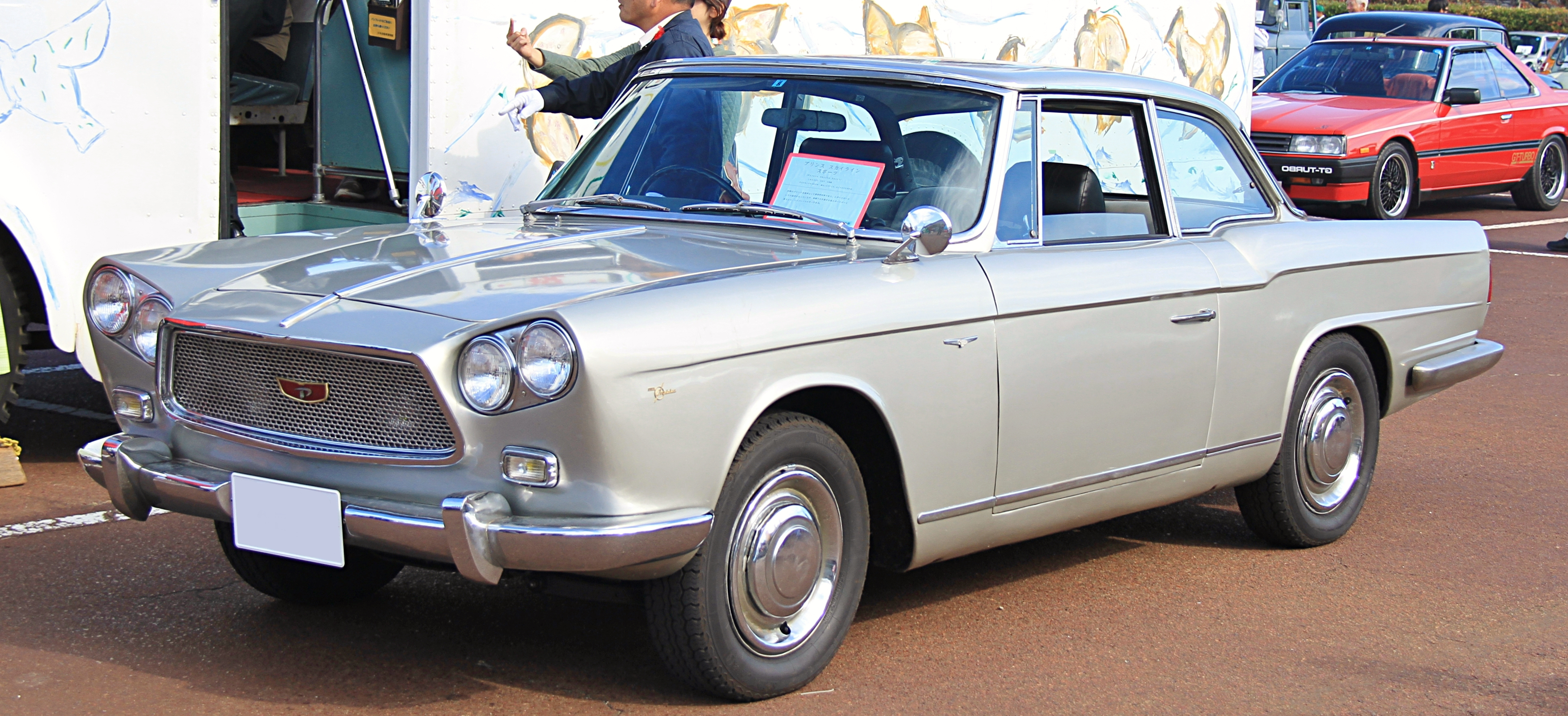
Una Prince Skyline prima serie versione coupé

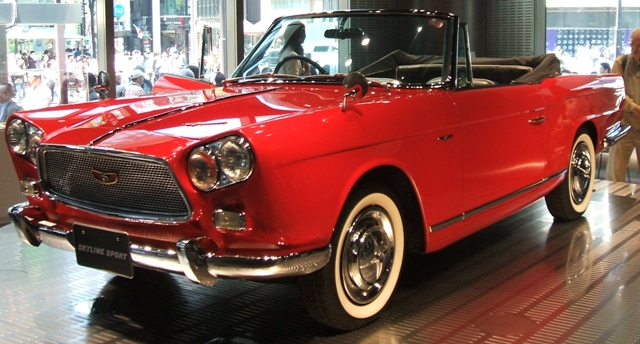
Una Prince Skyline prima serie versione cabriolet

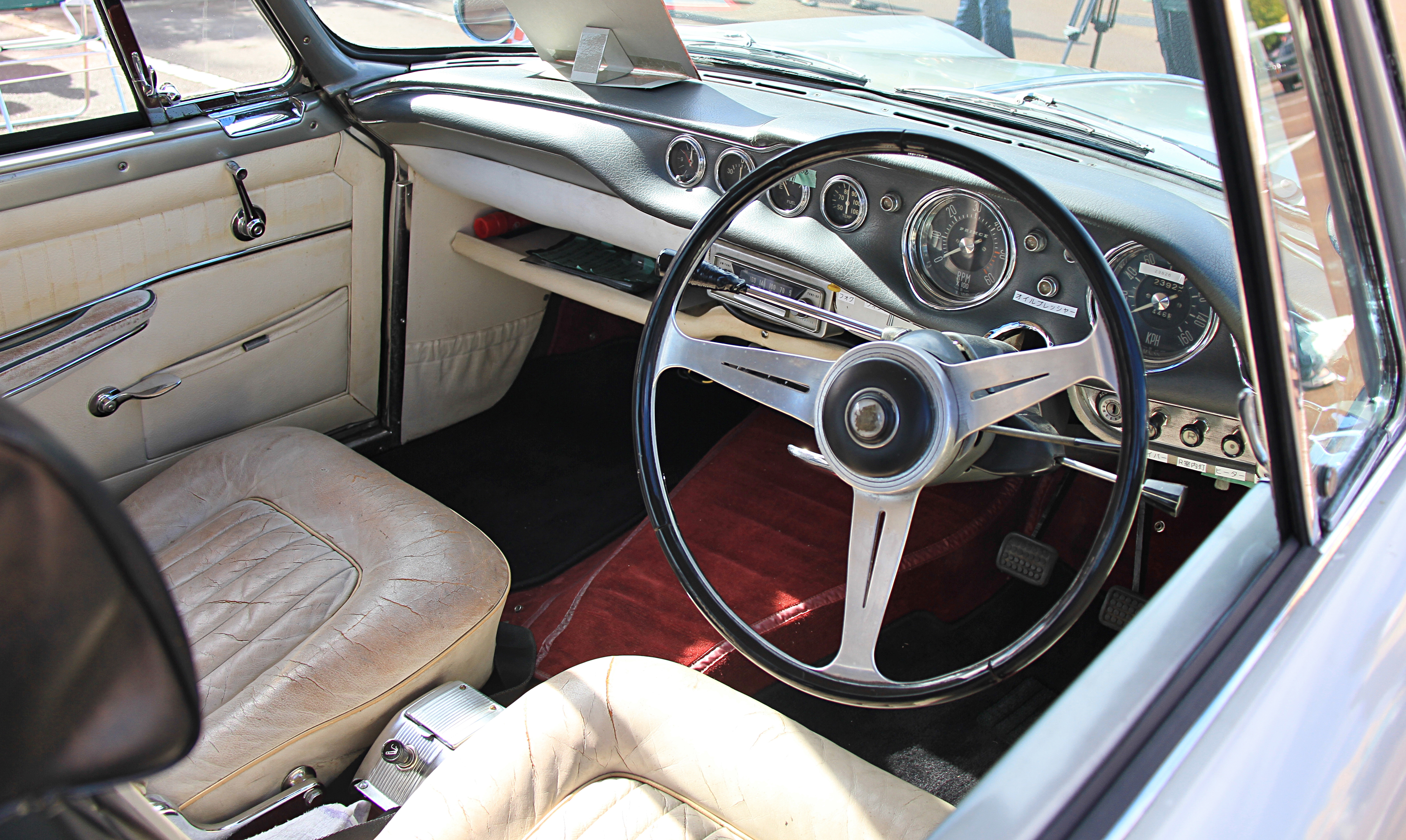
Gli interni di una Prince Skyline prima serie

Nell'aprile del 1957 la Prince presentò la Skyline, una berlina quattro porte nelle versioni base e deluxe; il codice di questa prima serie del modello era ALSI-1. Nel febbraio 1958 la Prince mostrò la Gloria, che derivava dalla Skyline. Dal febbraio 1959 la versione deluxe ebbe in dotazione i fanali anteriori doppi, così come il modello base da ottobre dello stesso anno. Nell'autunno del 1959 fu presentata una versione coupé disegnata dal designer italiano Giovanni Michelotti, successivamente prodotta in serie in piccoli numeri. Dall'aprile 1962 la Skyline Sport, considerata la prima auto sportiva giapponese, fu disponibile in versione coupé e cabriolet. La Sport costava 185.000 yen mentre la deluxe berlina 120.000 yen. Sulla base della Skyline, la Prince ha prodotto anche versioni familiare e pick-up con la denominazione Prince Skyway.
Il cambio era manuale a tre o quattro rapporti. La motorizzazione offerta era composta esclusivamente da propulsori a benzina a quattro cilindri in linea. Più precisamente erano offerti un motore da 1,5 L di cilindrata e 60 CV di potenza (70 CV dall'ottobre 1958) e un motore da 1,9 L e 94 CV. Al momento del lancio della Skyline era disponibile solamente il motore da 1,5 L, mentre dall'autunno del 1961 fu disponibile anche il propulsore da 1,9 L. I modelli che montavano quest'ultimo motore erano denominati Skyline Super. 

## La seconda serie (S50): 1963-1968

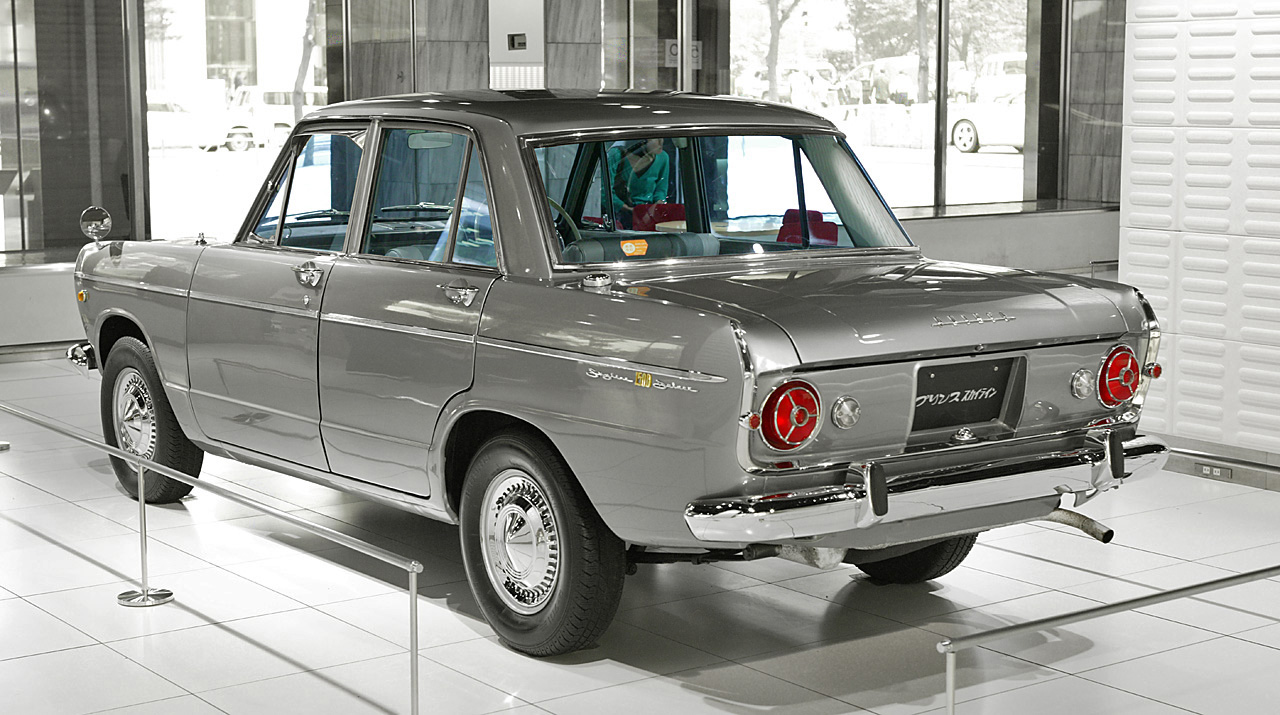
Il retro di una Prince Skyline versione berlina seconda serie

Nel settembre 1963 fu lanciata sui mercati la seconda generazione di Skyline, dalla linea completamente nuova completamente nuova e avente installa una scocca portante. Dopo l'acquisto della Prince Motor Company da parte della Nissan nell'agosto 1966, la seconda generazione della Skyline fu venduta con il nome Nissan Prince Skyline. Nell'ottobre 1966, la Skyline fu oggetto un restyling, con il quale fu ridisegnata, tra l'altro, anche la calandra. Questa generazione di Skyline fu disponibile in versione carrozzeria berlina quattro porte, coupé due porte e familiare cinque porte.
Il cambio era manuale a tre, quattro o cinque rapporti, o automatico a due rapporti. La motorizzazione offerta era composta da un propulsore a benzina a quattro cilindri in linea da 1,5 L di cilindrata e 73 CV di potenza (94 CV dal 1967) e da un motore a benzina a sei cilindri in linea da 2 L e 106 CV (la sua versione a tre carbutori a doppio corpo erogava invece 127 CV).

## La terza serie (C10): 1968-1972

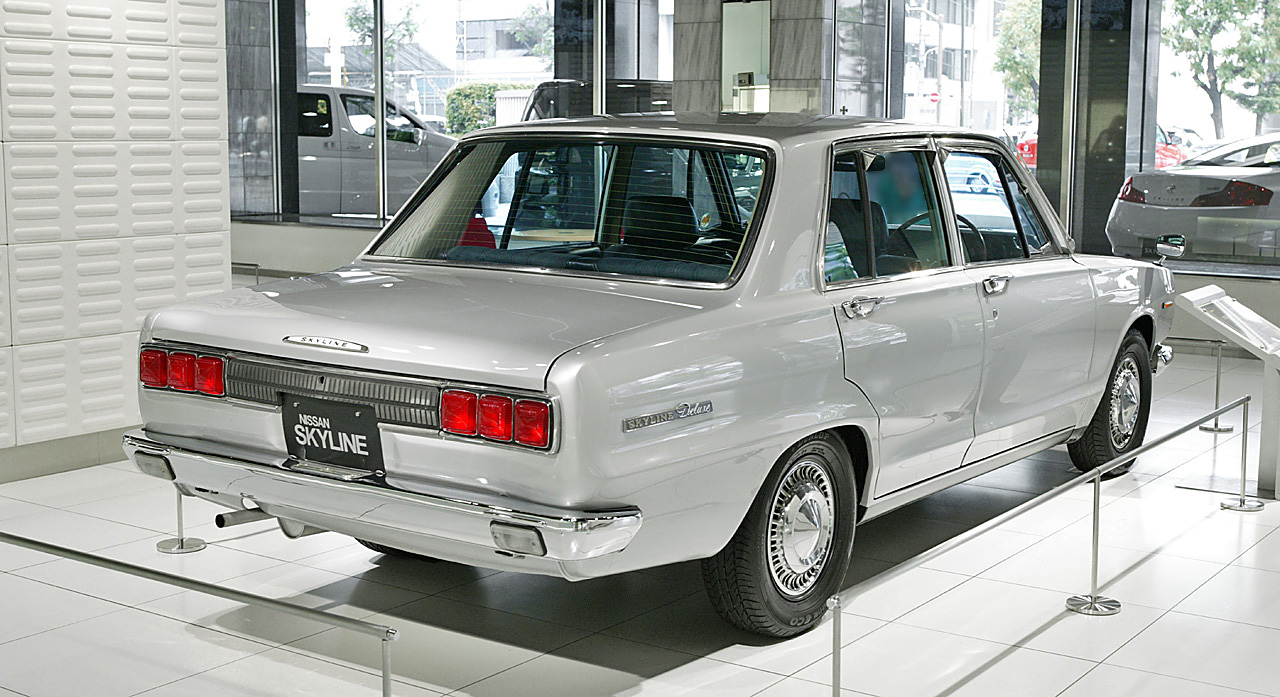
Il retro di una Nissan Skyline versione berlina terza serie

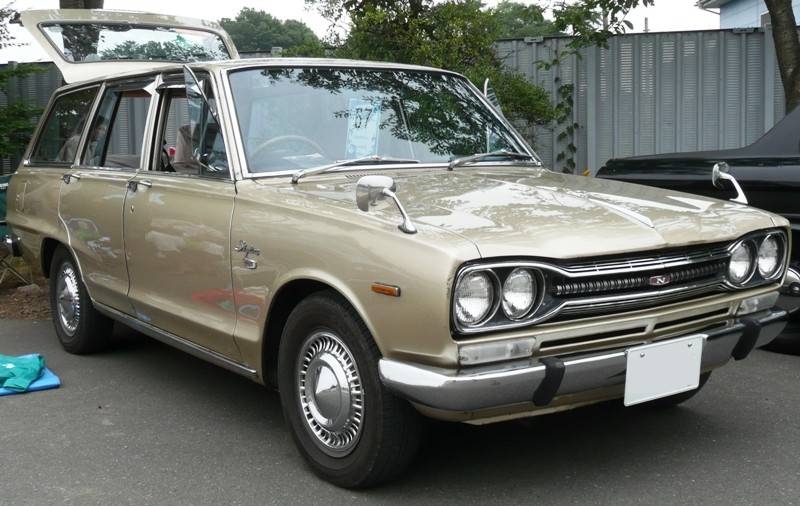
Una Nissan Skyline versione familiare terza serie

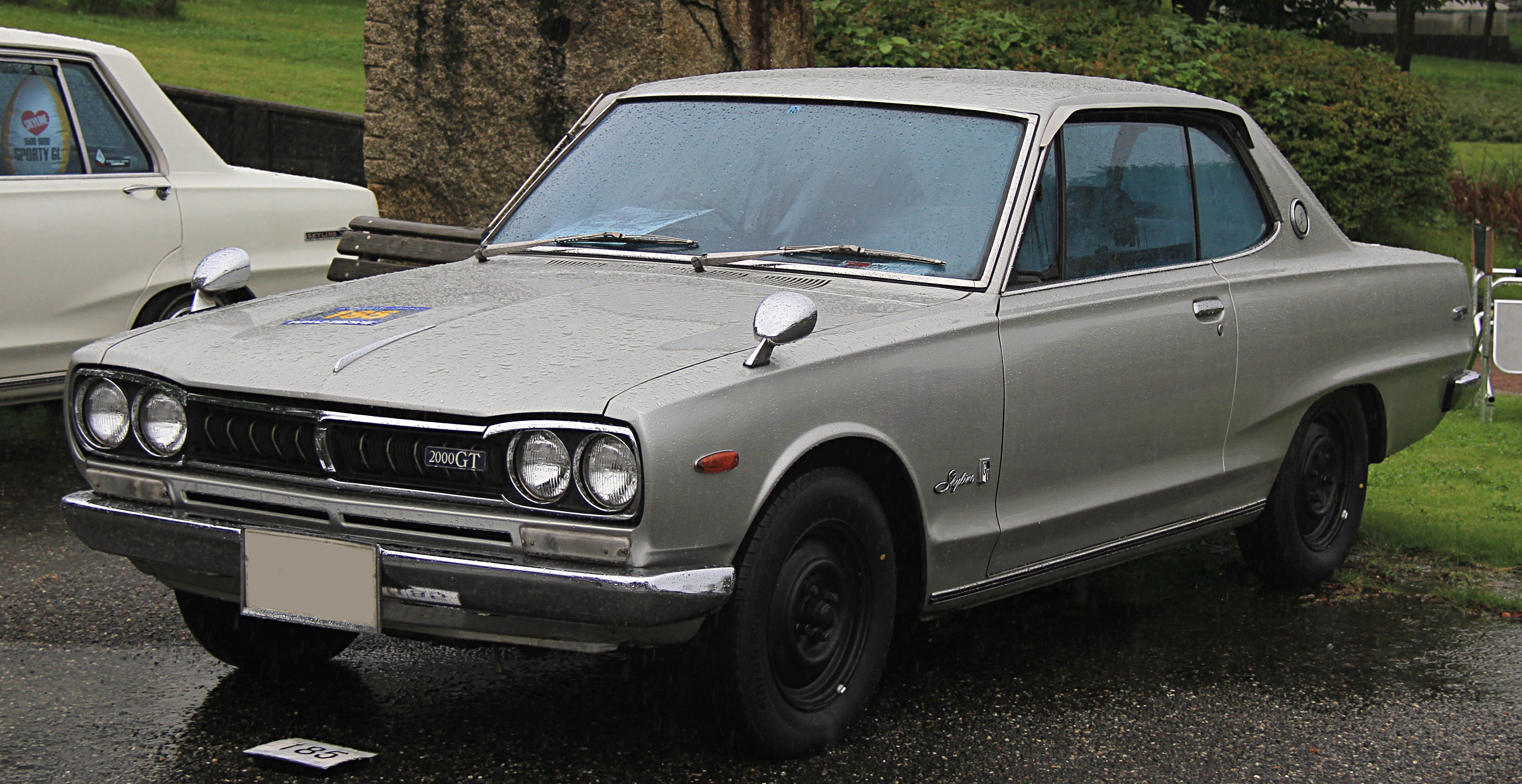
Una Nissan Skyline versione coupé terza serie

Nell'agosto 1968 la Nissan presentò la terza generazione della Skyline. La Skyline era disponibile con allestimenti Family Deluxe con panca anteriore a tre posti e cambio al volante, o come Touring Deluxe con sedili singoli. Anche questa generazione di Skyline fu disponibile in versione con carrozzeria berlina quattro porte, coupé due porte e familiare cinque porte. Nell'ottobre 1969, la Skyline fu oggetto un restyling, con il quale la calandra diventò un pezzo unico e non più divisa come in precedenza.
Il cambio era manuale a tre, quattro o cinque rapporti, o automatico a tre rapporti. La motorizzazione offerta era composta da un propulsore a benzina a quattro cilindri in linea da 1,5 L di cilindrata e 94 CV di potenza, da un motore a quattro cilindri in linea da 1,8 L e 105 CV, da un motore a benzina a sei cilindri in linea da 2 L e 109 CV (versione 2000GT) o 160 CV (versione GT-R) e da un motore a benzina a sei cilindri in linea da 2,4 L e 128 CV.
In particolare, la versione 2000GT fu lanciata nell'ottobre 1968 ed aveva un assale posteriore a bracci longitudinali (la versione base aveva un assale rigido). Sempre nell'ottobre 1968, Nissan presentò al salone dell'automobile di Tokyo la versione GT-R, che entrò in produzione in serie nel febbraio dell'anno successivo e che era riconoscibile dalla bordatura decorativa nella zona dei parafanghi posteriori, tipica delle successive generazioni Skyline.

## La quarta serie (C110): 1972-1977

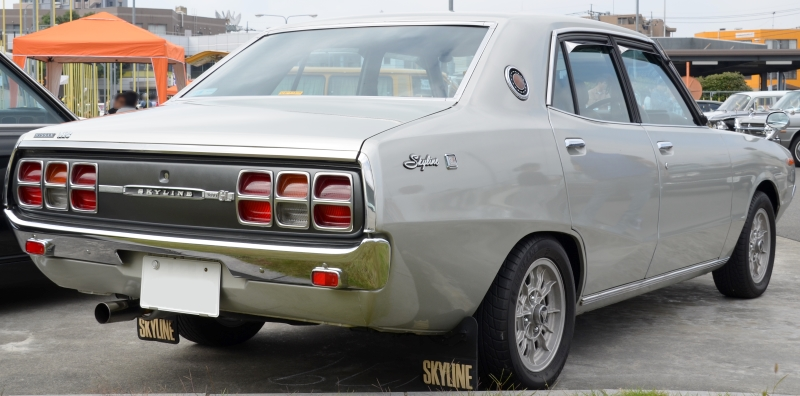
Il retro di una Nissan Skyline versione berlina quarta serie

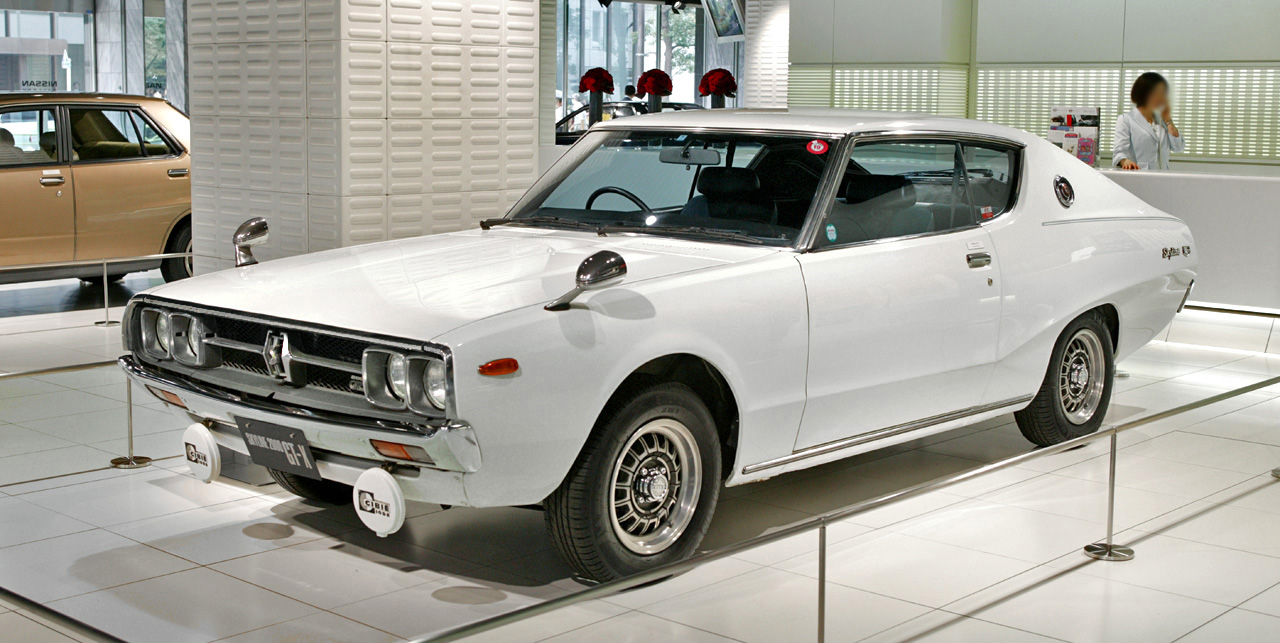
Una Nissan Skyline versione coupé quarta serie

Nel settembre 1972 fu lanciata sui mercati la quarta generazione della Skyline. Anche questa generazione di Skyline fu disponibile in versione con carrozzeria berlina quattro porte, coupé due porte e familiare cinque porte. Il passo e la parte anteriore delle berline con motore a sei cilindri e dei coupé erano più lunghi delle altre versioni. Il bordo decorativo sui parafanghi posteriori fu fortemente ingrandito e la versione a sei cilindri GC110 è stata la prima Skyline con le tipiche quattro luci posteriori rotonde. Le versioni a quattro cilindri avevano un assale rigido nella parte posteriore, mentre il sei cilindri aveva un assale a bracci longitudinali.
Il cambio era manuale a tre, quattro o cinque rapporti, o automatico a tre rapporti. La motorizzazione offerta era composta da un propulsore a benzina a quattro cilindri in linea da 1,6 L di cilindrata e 99 CV di potenza, da un motore a benzina a quattro cilindri in linea da 1,8 L e 105 CV, da un motore a benzina a sei cilindri in linea da 2 L e 123 CV, da un motore a benzina a sei cilindri in linea a doppio albero a camme in testa da 2 L e 160 CV e da un motore a benzina a sei cilindri in linea da 2,4 L e 128 CV.

## La quinta serie (C210): 1977-1981

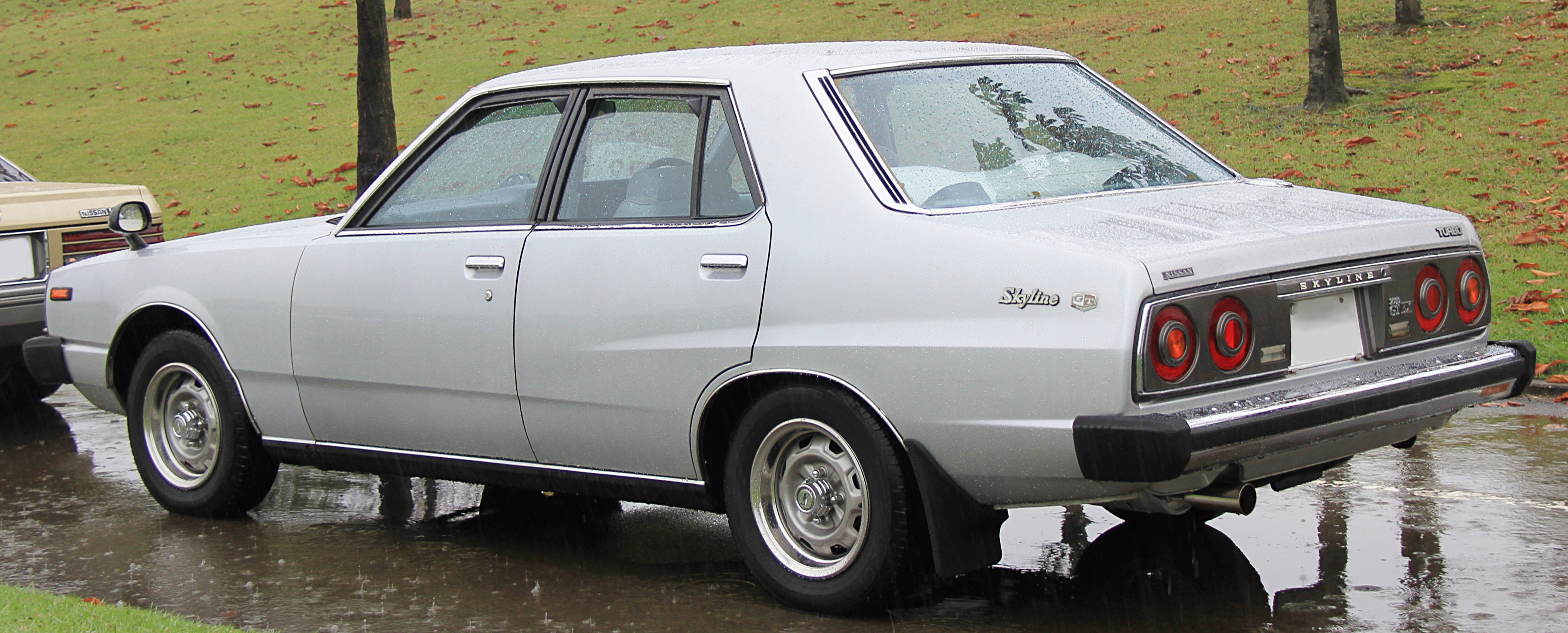
Il retro di una Nissan Skyline versione berlina quinta serie

Una Nissan Skyline versione coupé quinta serie

Nell'agosto 1977 la serie precedente della Skyline fu sostituita da una nuova generazione. La quinta serie della Skyline è stata la prima serie del modello disponibile anche con motore sovralimentato. Anche questa generazione di Skyline fu disponibile in versione con carrozzeria berlina quattro porte, coupé due porte e familiare cinque porte, mentre i modelli a sei cilindri avevano ancora una volta un passo più lungo. Sui livelli di allestimento GT e TI la calandra e i fanali posteriori erano disegnati in modo diverso. Le versioni GT-E S e TI-E S, che erano quelle top di gamma, montavano di serie freni a disco su tutte le ruote, tergicristallo posteriore e impianto lavafari. Le versioni GT-E L/TI-E L e GT-E X/TI-E X erano classificate appena al di sotto di queste ultime. Nel luglio 1979 seguì un restyling; la GT aveva i fanali rettangolari, la TI aveva ancora i doppi fari rotondi e la calandra aveva una forma diversa. Nell'aprile 1980 fu introdotto, nella gamma Skyline, il motore turbo. Dal giugno 1980 era disponibile anche un motore Diesel.
Il cambio era manuale a quattro o cinque rapporti, o automatico a tre rapporti. La motorizzazione offerta era composta da un propulsore a benzina a quattro cilindri in linea da 1,6 L di cilindrata e 109 CV di potenza, da un motore a benzina a quattro cilindri in linea da 1,8 L e 110 CV, da un motore a benzina a quattro cilindri in linea da 2 L e 99 CV, da un motore a benzina a sei cilindri in linea da 2 L e 109 CV, da un motore a benzina a sei cilindri in linea sovralimentato da 2 L e 143 CV e da un motore a benzina a sei cilindri in linea da 2,4 L e 128 CV. Erano anche disponibili un motore Diesel a quattro cilindri in linea da 2 L e 65 CV e un motore Diesel a sei cilindri in linea da 2,8 L e 90 CV.

## La sesta serie (R30): 1981-1985

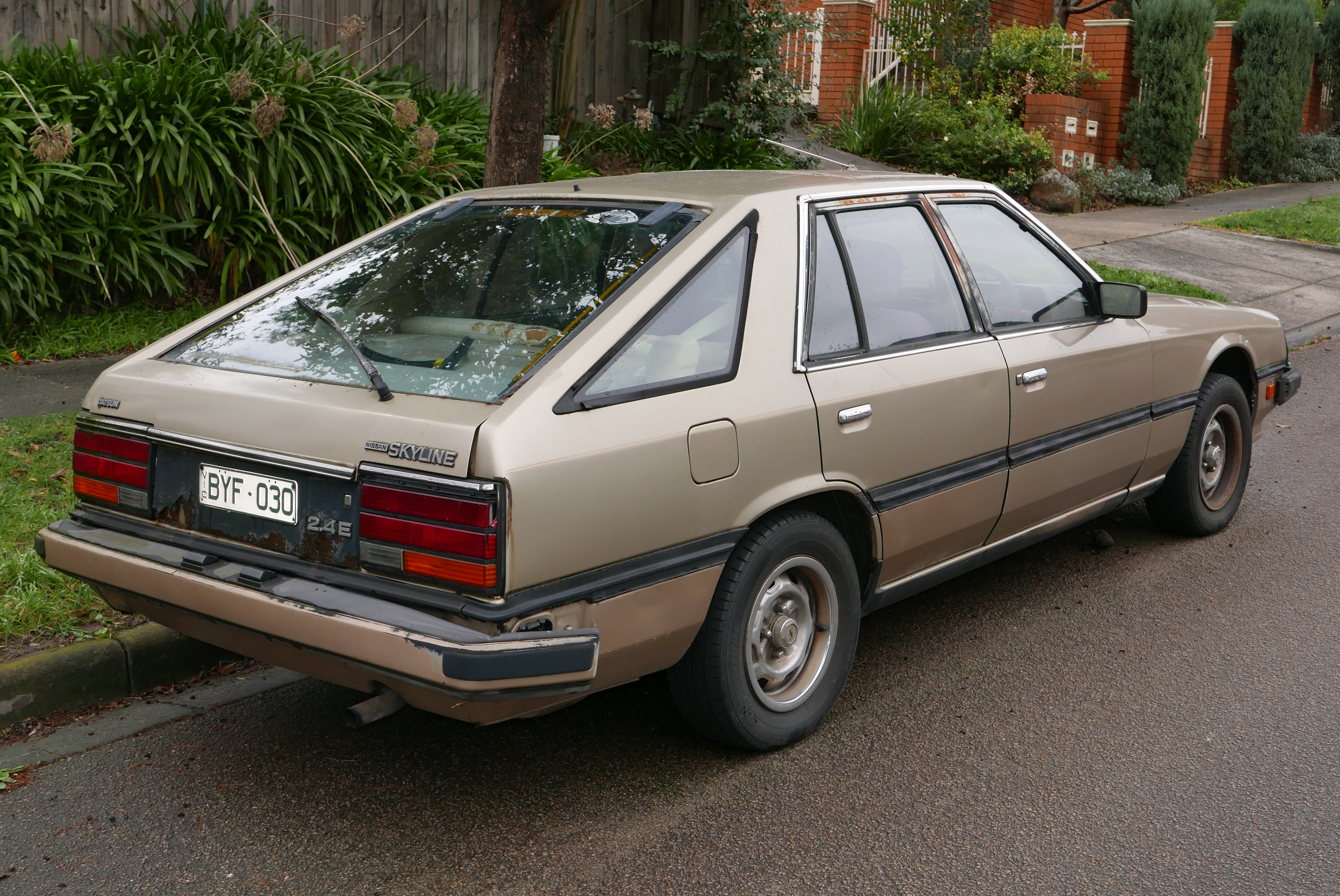
Il retro di una Nissan Skyline versione hatchback sesta serie

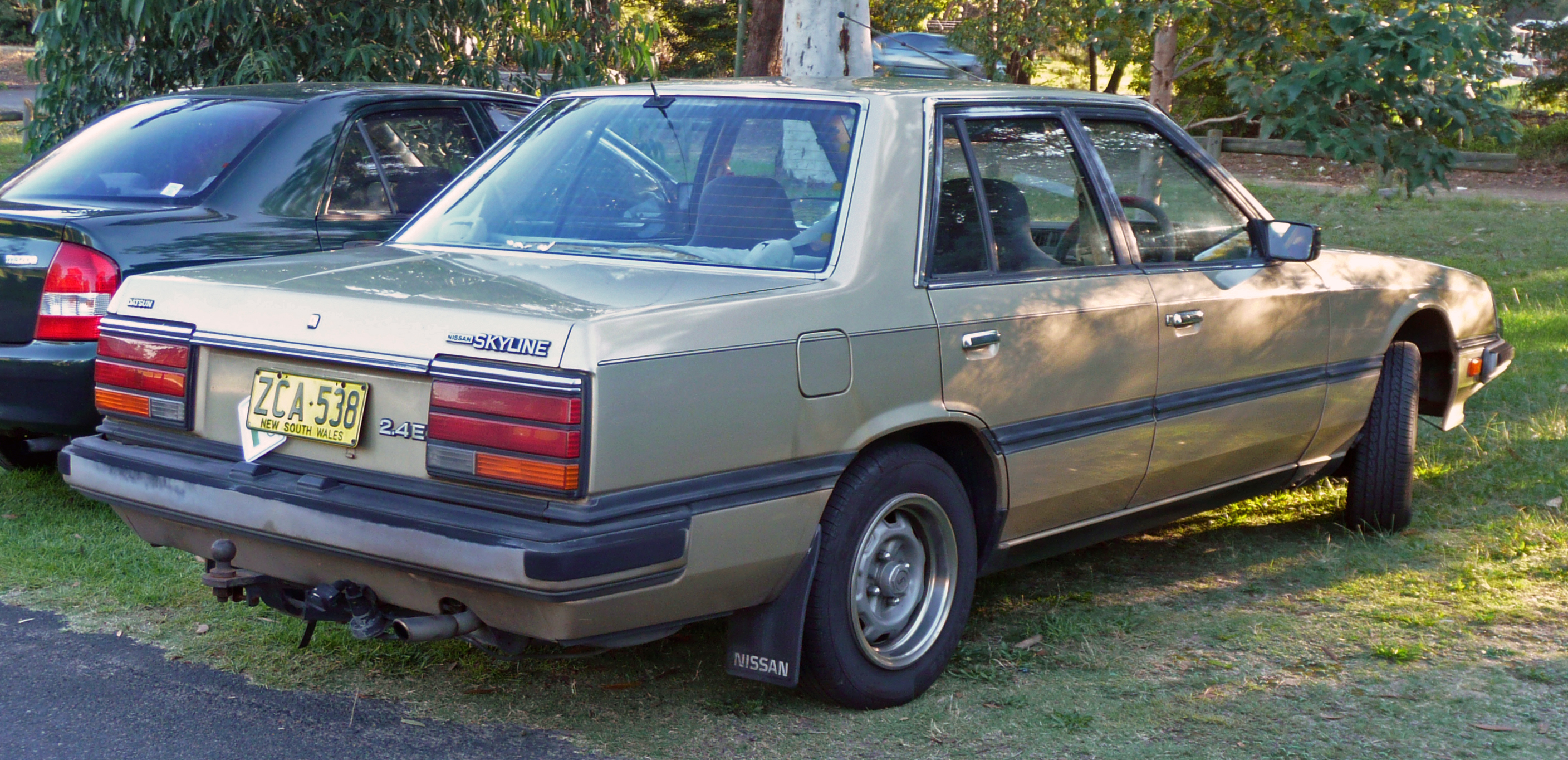
Una Nissan Skyline versione berlina sesta serie

Nell'agosto 1981 debuttò la sesta generazione della Skyline. Questa generazione di Skyline fu disponibile in versione con carrozzeria berlina quattro porte, hatchback cinque porte, coupé due porte e familiare cinque porte. A differenza della serie precedente, i passi delle versioni a quattro e sei cilindri non differivano più. Nel 1981 sulla Skyline furono introdotti i primi ammortizzatori regolabili elettronicamente. Nell'agosto 1983 seguì un restyling con paraurti più forti e altre modifiche ai dettagli. Nel novembre 1983, in occasione del 50º anniversario di fondazione della Nissan, fu lanciato un modello basato sulla coupé Skyline RS-X Turbo con equipaggiamento speciale ed esclusiva verniciatura bicolore in grigio/rosso.
Il cambio era manuale a quattro o cinque rapporti, o automatico a tre o quattro rapporti. La motorizzazione offerta era composta da un propulsore a benzina a quattro cilindri in linea da 1,8 L di cilindrata e 104 o 113 CV di potenza, da un motore a benzina a quattro cilindri in linea da 2 L e 99 CV (150 CV nella sua versione a doppio albero a camme in testa e 190 CV nella sua versione sovralimentata), da un motore a benzina a sei cilindri in linea da 2 L e 109 CV (143 CV nella sua versione sovralimentata), da un motore a benzina a sei cilindri in linea da 2,4 L e 128 CV e da un motore a benzina a sei cilindri in linea da 2,8 L e 143 CV. Erano anche disponibili un motore Diesel a quattro cilindri in linea da 2 L e 65 CV e un motore Diesel a sei cilindri in linea da 2,8 L e 90 CV.

## La settima serie (R31): 1985-1989

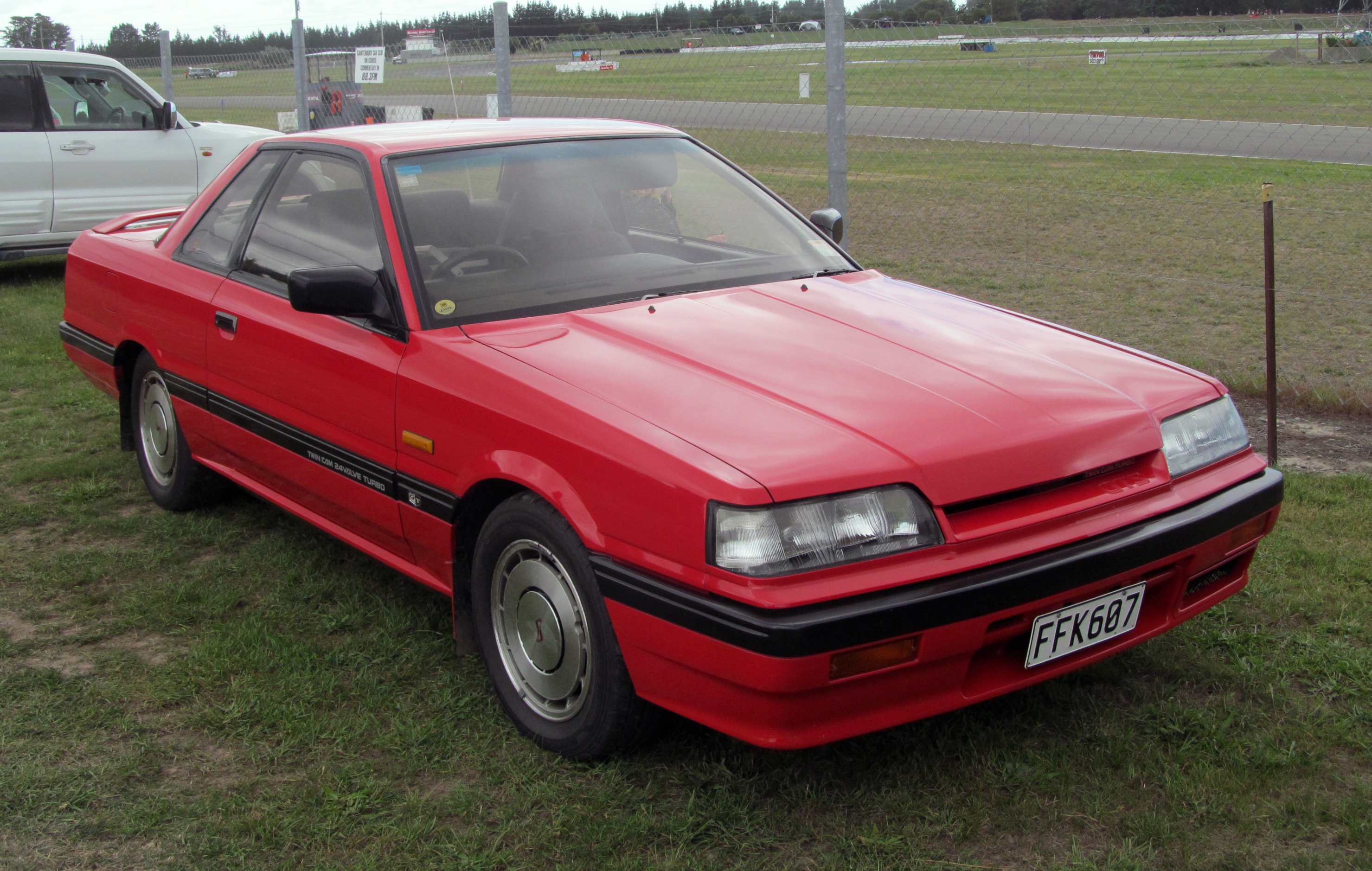
Una Nissan Skyline versione coupé settima serie

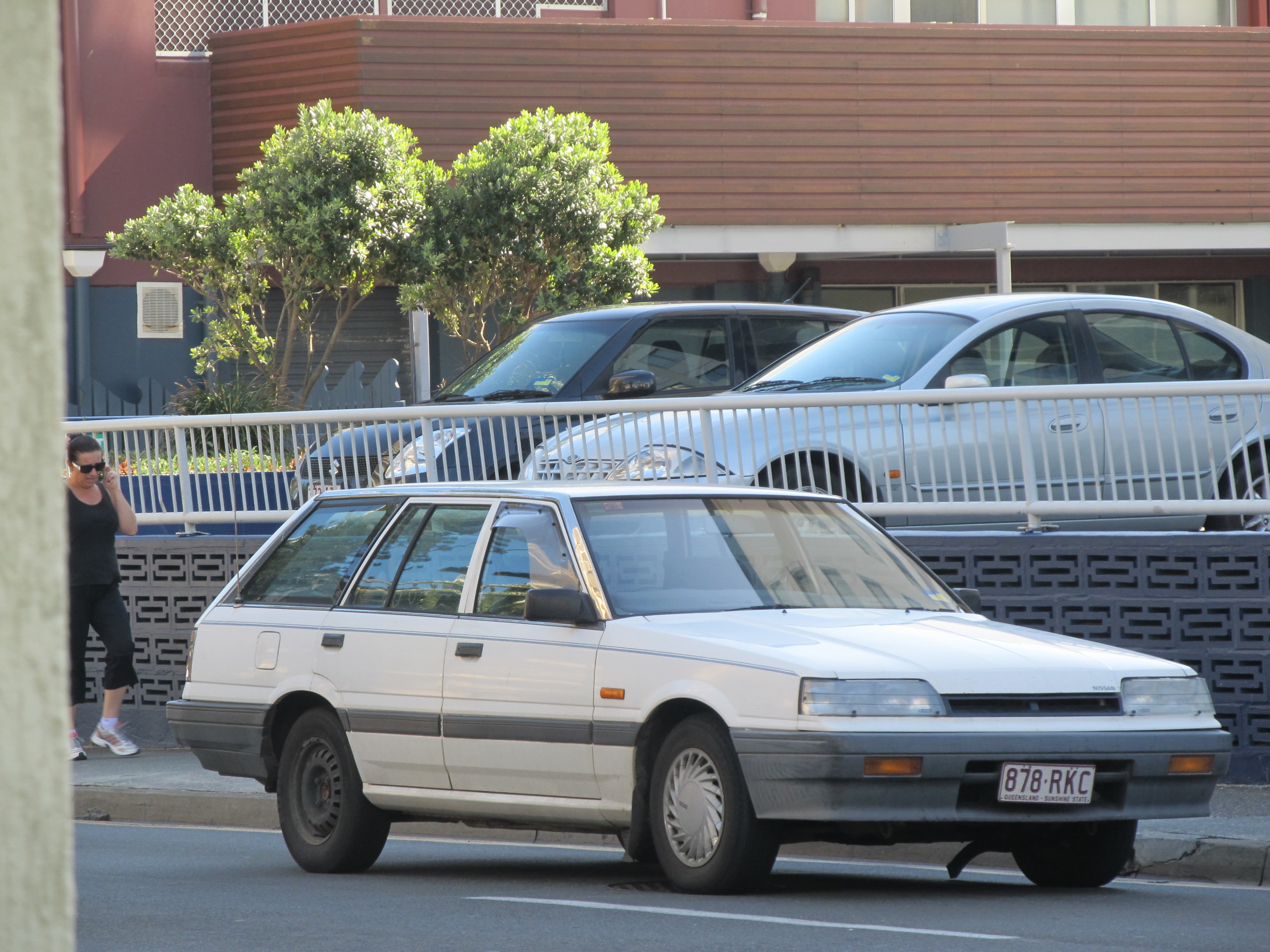
Una Nissan Skyline versione familiare settima serie

Nell'agosto 1985 debuttò la settima generazione della Skyline. Questa generazione di Skyline fu disponibile in versione con carrozzeria berlina quattro porte, hatchback cinque porte, coupé due porte e familiare cinque porte. Come optional erano disponibili le quattro ruote sterzanti HICAS. Dall'agosto 1987 le versioni berlina ebbero la parte anteriore disegnata come quella dei modelli coupé. Questa generazione di Skyline è stata assemblata anche in Australia e Sudafrica.
Il cambio era manuale a cinque rapporti, o automatico a quattro rapporti. La motorizzazione offerta era composta da un propulsore a benzina a quattro cilindri in linea da 1,8 L di cilindrata e 100 di potenza, da un motore a benzina a quattro cilindri in linea da 2 L e 105 CV, da un motore a benzina a sei cilindri in linea da 2 L e 129 CV (168 CV nella sua versione sovralimentata), da un motore a benzina a sei cilindri in linea da 2 L e 148 CV (212 CV nella sua versione sovralimentata) e da un motore a benzina a sei cilindri in linea da 3 L e 153 o 237 CV. Era anche disponibile un motore Diesel a sei cilindri in linea da 2,8 L e 93 CV.

## L'ottava serie (R32): 1989-1993

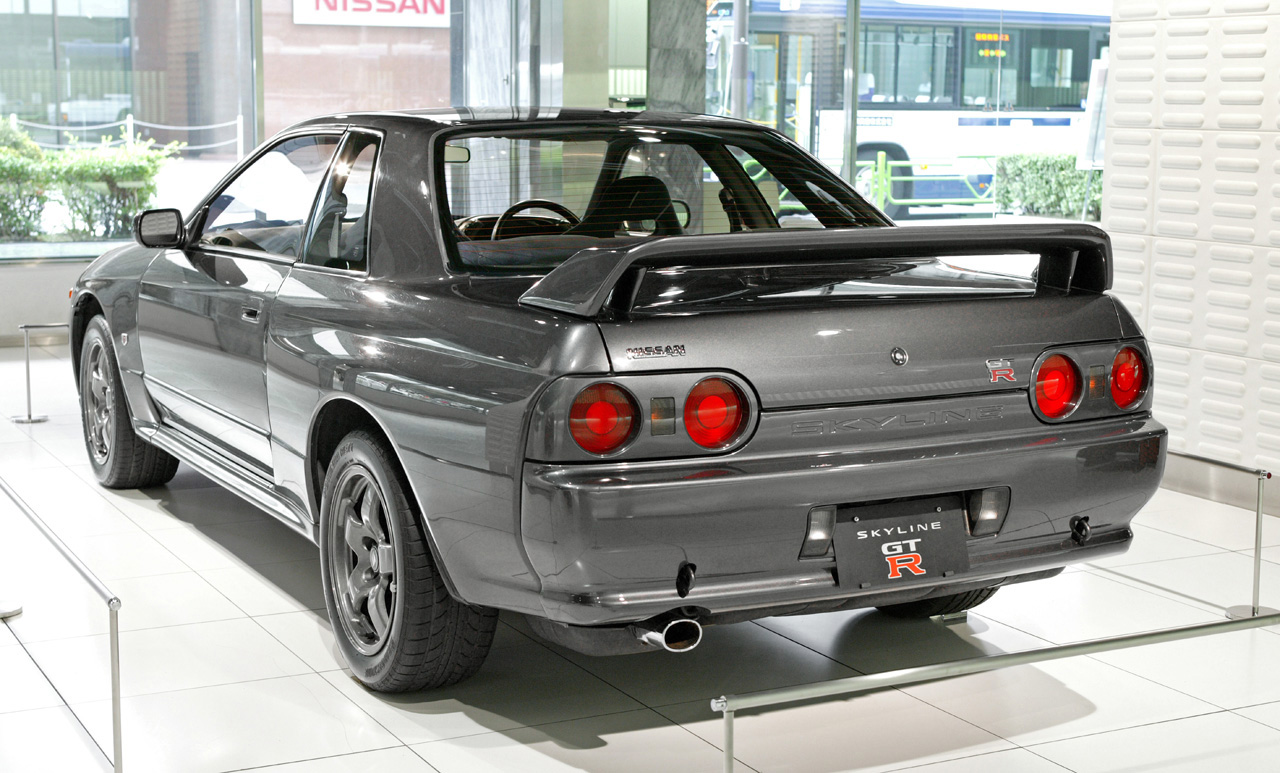
Una Nissan Skyline versione GT-R coupé ottava serie

Nell'autunno del 1989 apparve l'ottava serie di Skyline, disponibile anche in versione GT-R coupé, che ricomparve sui mercati per la prima volta dal 1973 e che era provvista di trazione integrale e di motore bi-turbo da 280 CV di potenza. Questa generazione di Skyline fu disponibile in versione con carrozzeria berlina quattro porte e coupé due porte.
Il cambio era manuale a cinque rapporti, o automatico a quattro o cinque rapporti. La motorizzazione offerta era composta da un propulsore a benzina a quattro cilindri in linea da 1,8 L di cilindrata e 91 di potenza, da un motore a benzina a sei cilindri in linea da 2 L e 129 CV (148 CV nella sua versione a doppio albero a camme in testa e 168 CV nella sua versione sovralimentata), da un motore a benzina a sei cilindri in linea da 2,5 L e 180 CV e da un motore a benzina a sei cilindri in linea bi-turbo da 2,6 L e 280 CV. 

## La nona serie (R33): 1993-1998

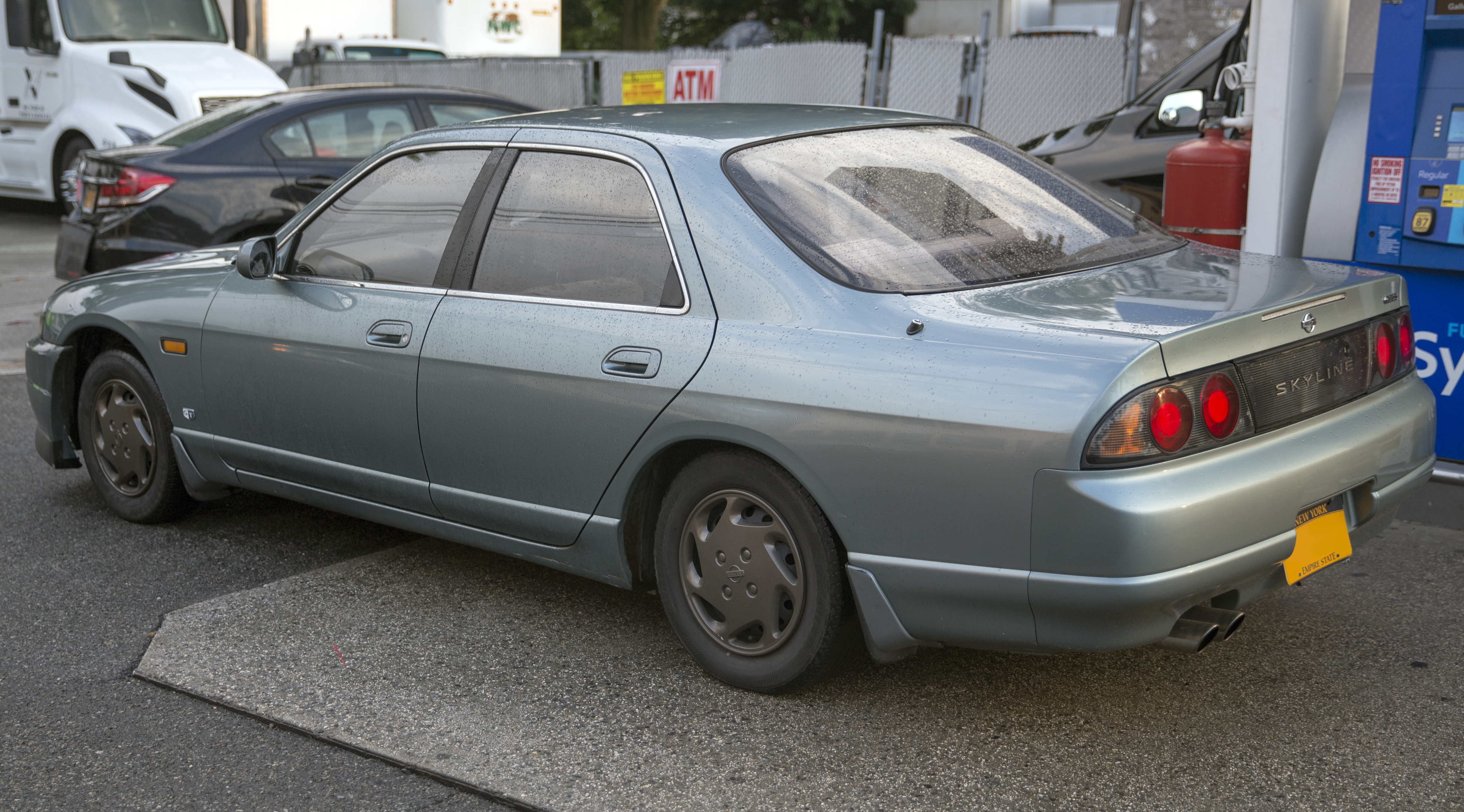
Il retro di una Nissan Skyline versione berlina nona serie

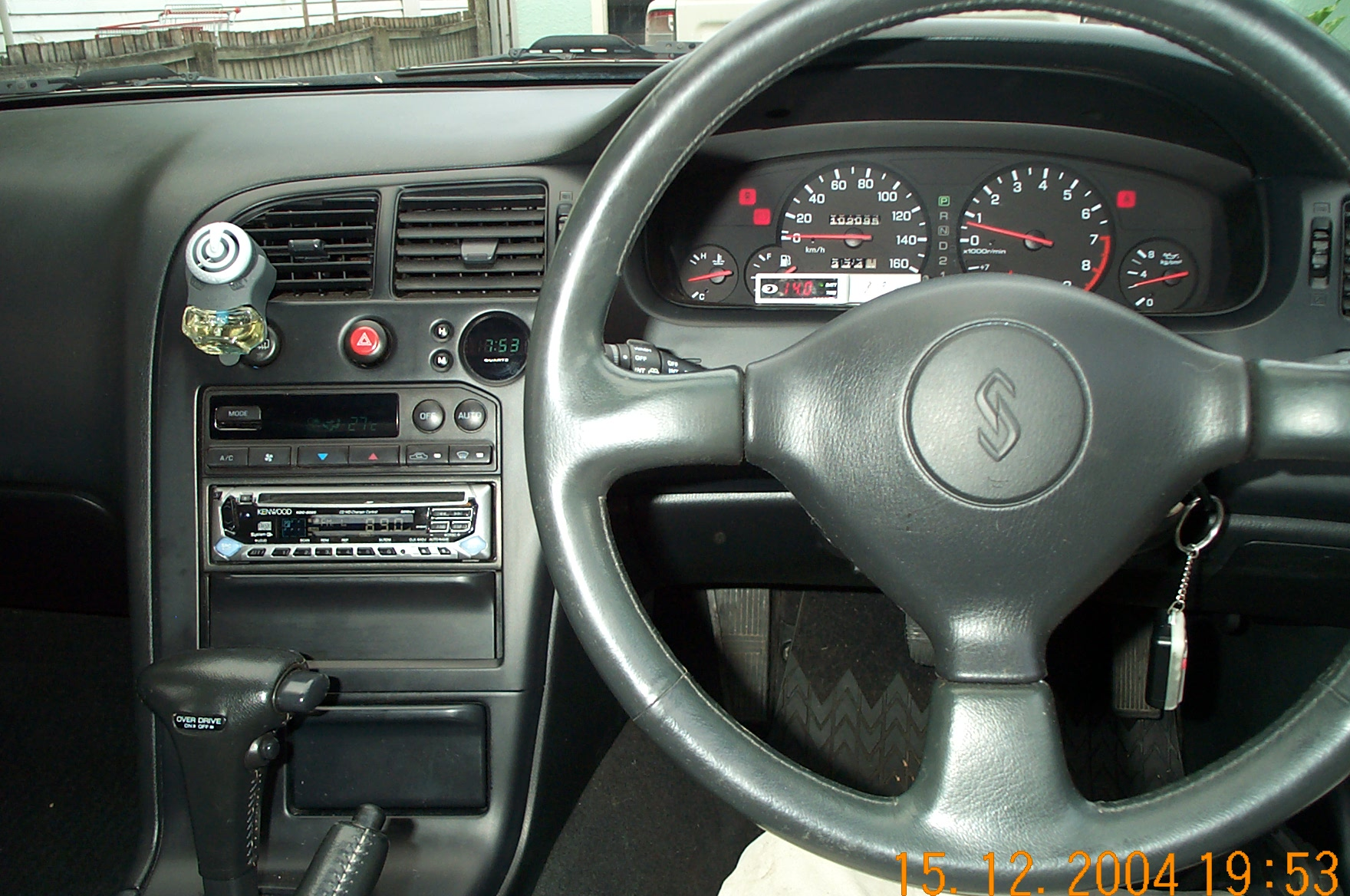
Gli interni di una Nissan Skyline nona serie

Nell'agosto 1993 è stata lanciata sui mercati la nona generazione della Skyline La nuova serie del modello, cresciuta nelle dimensioni e nello spazio, ma anche nel peso, comprendeva versioni con carrozzeria berlina quattro porte e coupé due porte. Per i clienti con una spiccata esigenza di spazio, era anche disponibile la Nissan Stagea, una familiare su pianale simile. All'inizio del 1995 fu operato un restyling; nell'occasione l'airbag del conducente fu reso di serie. Era disponibile anche per questa serie la versione GT-R coupé, che era sempre provvista di trazione integrale e di motore bi-turbo da 280 CV di potenza. Era anche offerta una versione a produzione limitata a 99 esemplari, chiamata 400R, che montava un motore bi-turbo da 400 CV.
Il cambio era manuale a cinque rapporti, o automatico a cinque rapporti. La motorizzazione offerta era composta da un propulsore a benzina a sei cilindri in linea da 2 L di cilindrata e 129 di potenza, da un motore a benzina a sei cilindri in linea da 2,5 L e 180 CV (245 CV nella sua versione sovralimentata), da un motore a benzina a sei cilindri in linea bi-turbo da 2,6 L e 280 CV e da un motore a benzina a sei cilindri in linea bi-turbo da 2,8 L e 400 CV.

## La decima serie (R34): 1998-2002

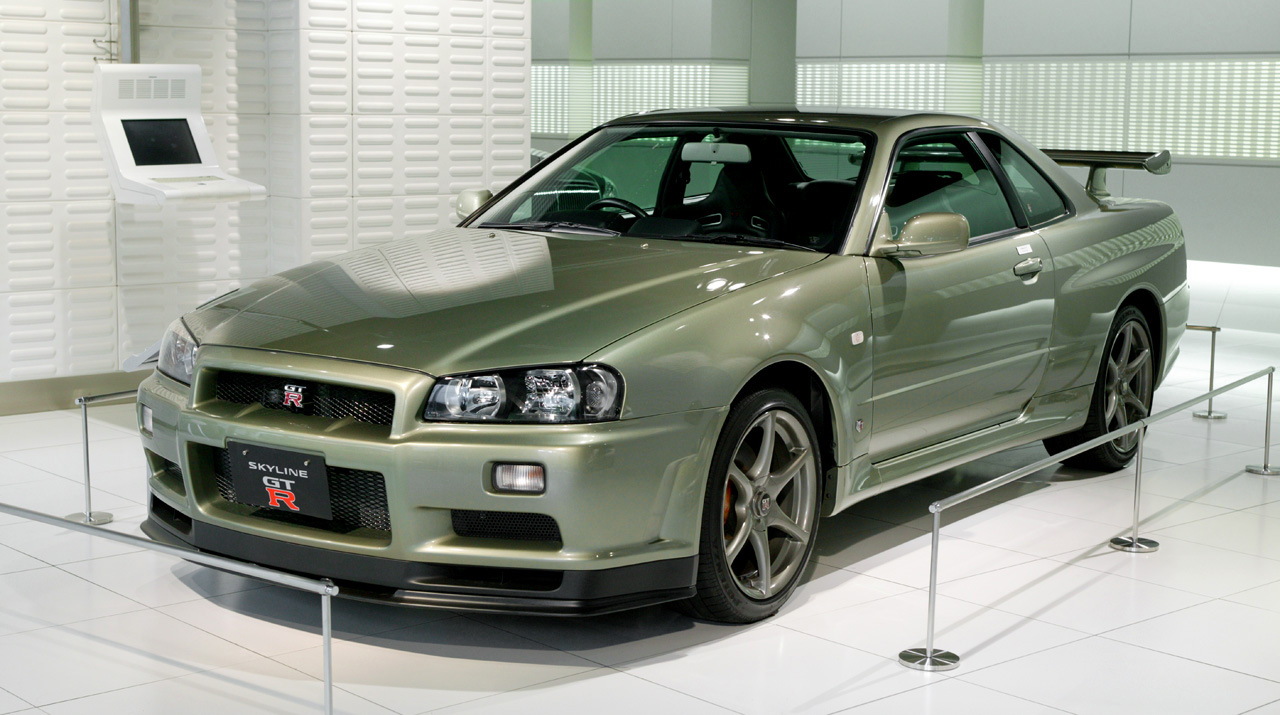
Una Nissan Skyline versione coupé GT-R decima serie

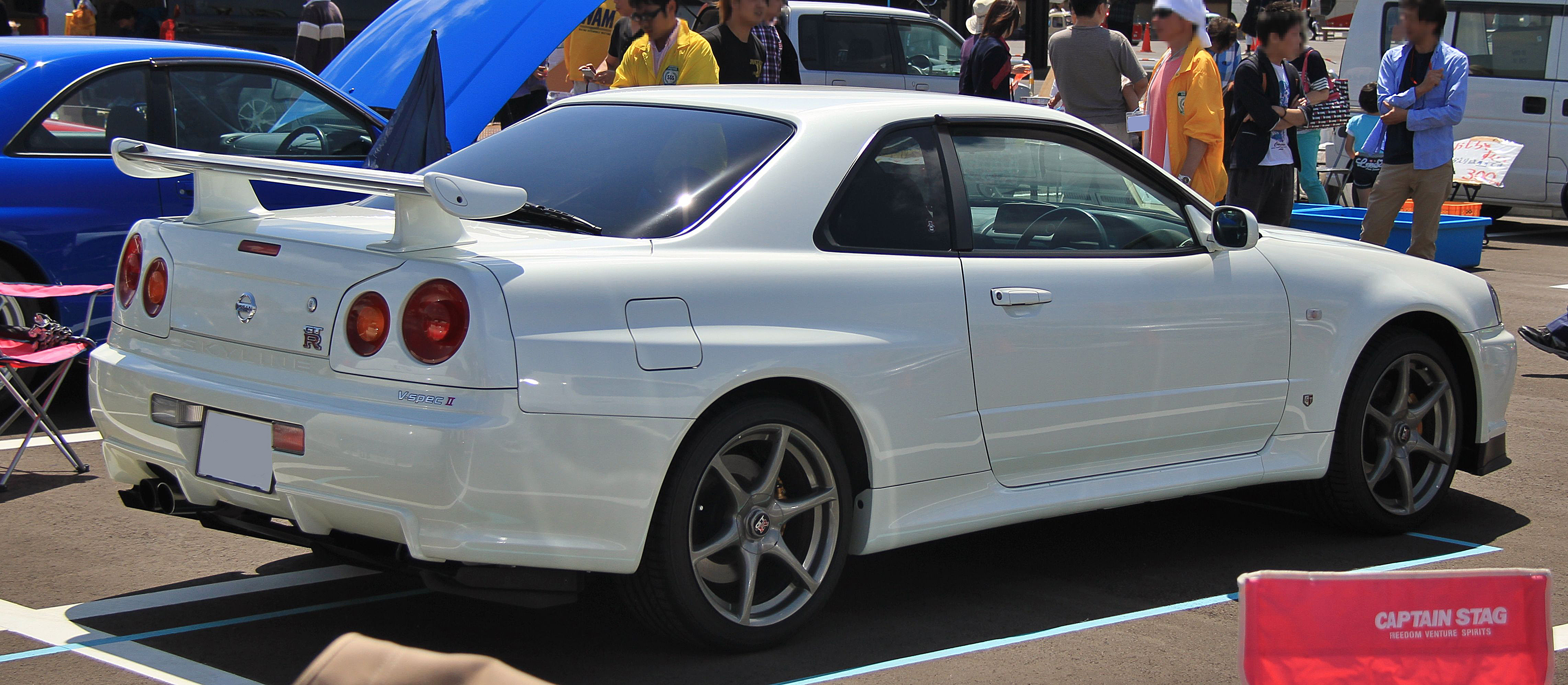
Il retro di una Nissan Skyline versione coupé GT-R decima serie

Nel maggio 1998 fu lanciata sui mercati la decima generazione di Skyline, che aveva un passo più corto rispetto alla serie precedente e che era disponibile con carrozzeria berlina quattro porte e coupé due porte. La versione GT offriva uno spazio simile a una berlina nonostante fosse una coupé. Alla GT successe la GT-T, che aveva dimensioni ancora maggiori. Come design la GT-T differiva dalla GT solo per i cerchioni più grandi. La GT-T era disponibile come coupé o anche come berlina. Nel 1999 fu introdotta la GT-R, solo il versione coupé, che era a trazione integrale.
Il cambio era manuale a cinque o sei rapporti, o automatico a cinque rapporti. La motorizzazione offerta era composta da un propulsore a benzina a sei cilindri in linea da 2 L di cilindrata e 148 di potenza, da un motore a benzina a sei cilindri in linea da 2,5 L e 180 CV (245 CV nella sua versione sovralimentata) e da un motore a benzina a sei cilindri in linea bi-turbo da 2,6 L e 280 CV.

## L'undicesima serie (V35): 2001-2006

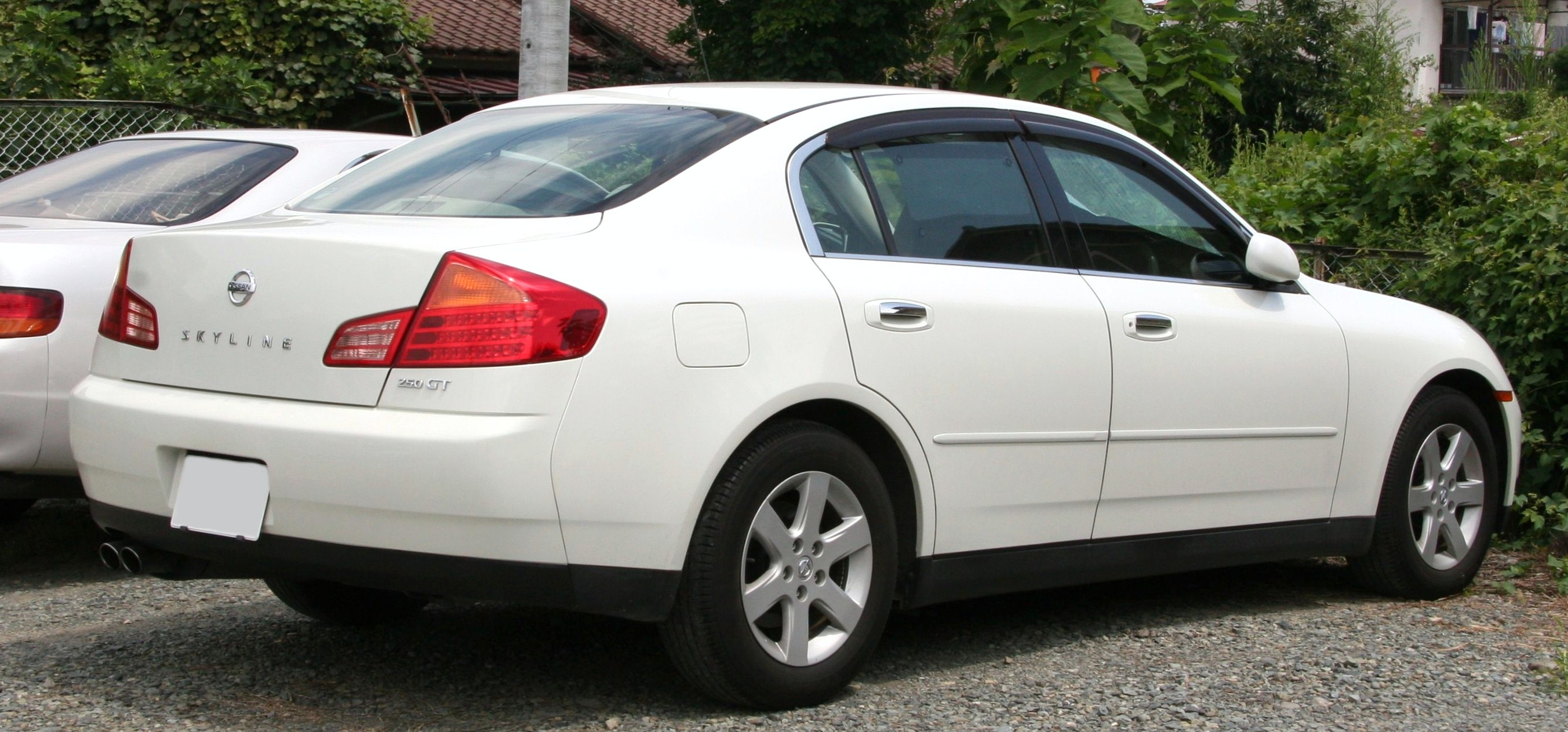
Il retro di una Nissan Skyline versione berlina undicesima serie

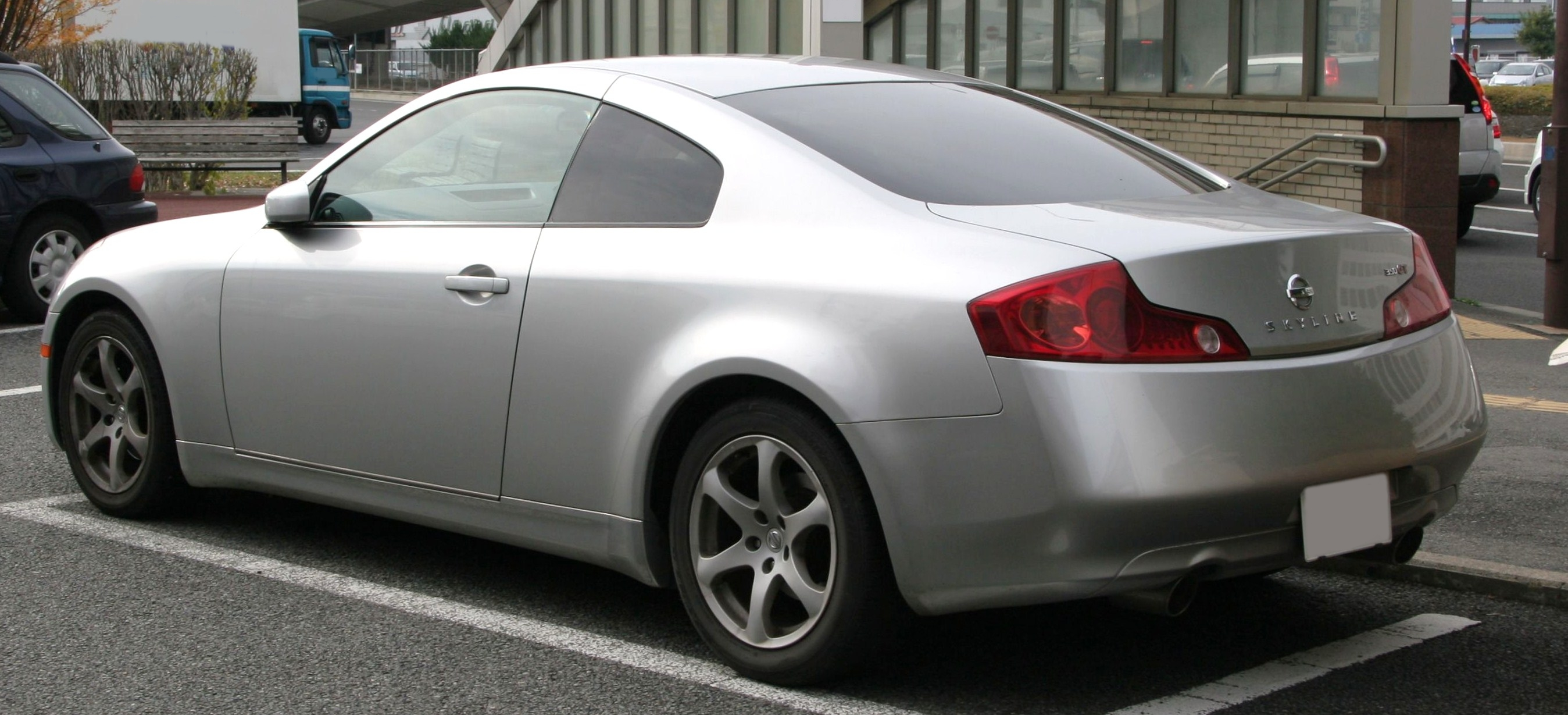
Una Nissan Skyline versione coupé undicesima serie

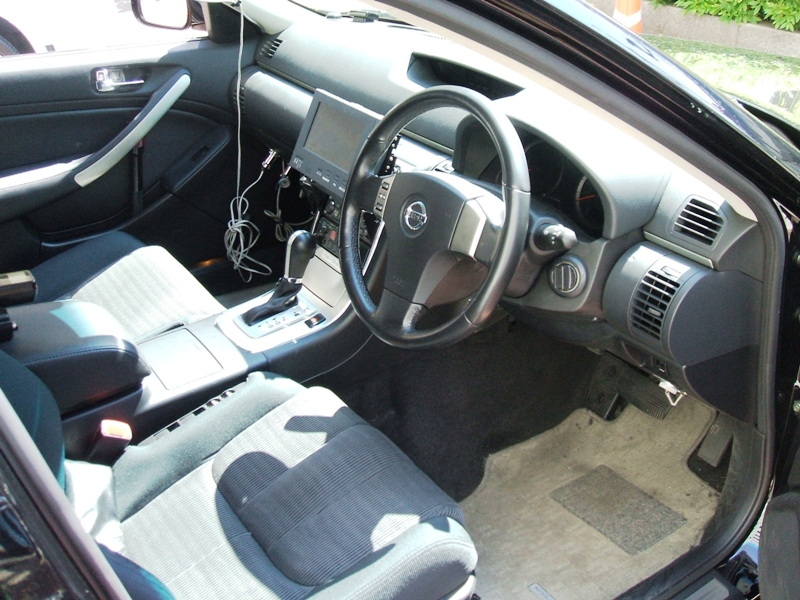
Gli interni di una Nissan Skyline undicesima serie

Nel 2001 fu lanciata sui mercati l'undicesima generazione della Skyline, che era basata sulla Nissan 350Z e che era disponibile con carrozzeria berlina quattro porte e coupé due porte. L'undicesima serie di Skyline stupì il mercato per via delle linee molto morbide, che erano in contrasto con le linee delle precedenti generazioni, che erano particolarmente squadrate. Ancora più grande fu la sorpresa per il fatto che la Nissan non previde un modello GT-R anche per questa generazione di Skyline. Di contro, la Nissan introdusse, per questa serie di Skyline, la 350 GT, che era disponibile solo in versione coupé e che era alimentata dal medesimo motore montato sulla 350Z. Negli Stati Uniti la Skyline 350 GT fu venduta con il nome Infiniti G35 dal 2003 al 2006 in versione berlina e coupé.
Il cambio era manuale a cinque e sei rapporti, continuo a otto rapporti o automatico a quattro o cinque rapporti. La motorizzazione offerta era composta da un propulsore a benzina V6 da 2,5 L di cilindrata e 207 di potenza, da un motore a benzina V6 da 3 L e 226 CV e da un motore a benzina V6 da 3,5 L e 300 CV. Quest'ultimo era installato sulla 350 GT  (anche i nomi delle altre versioni di questa generazioni rispettavano questo tipo di nomenclatura; es. motore da 3 L = Nissan Skyline 300 GT).

## La dodicesima serie (V36): 2006-2014

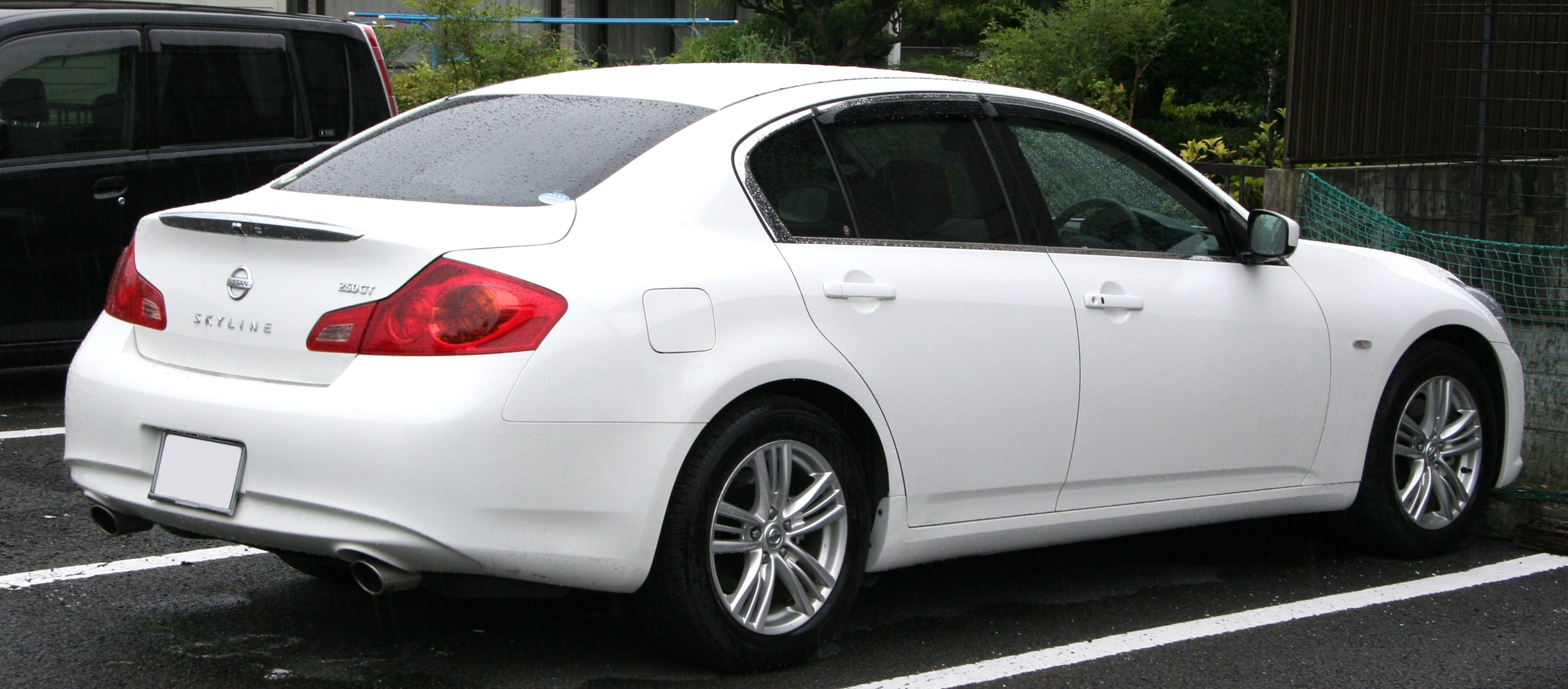
Il retro di una Nissan Skyline versione berlina dodicesima serie

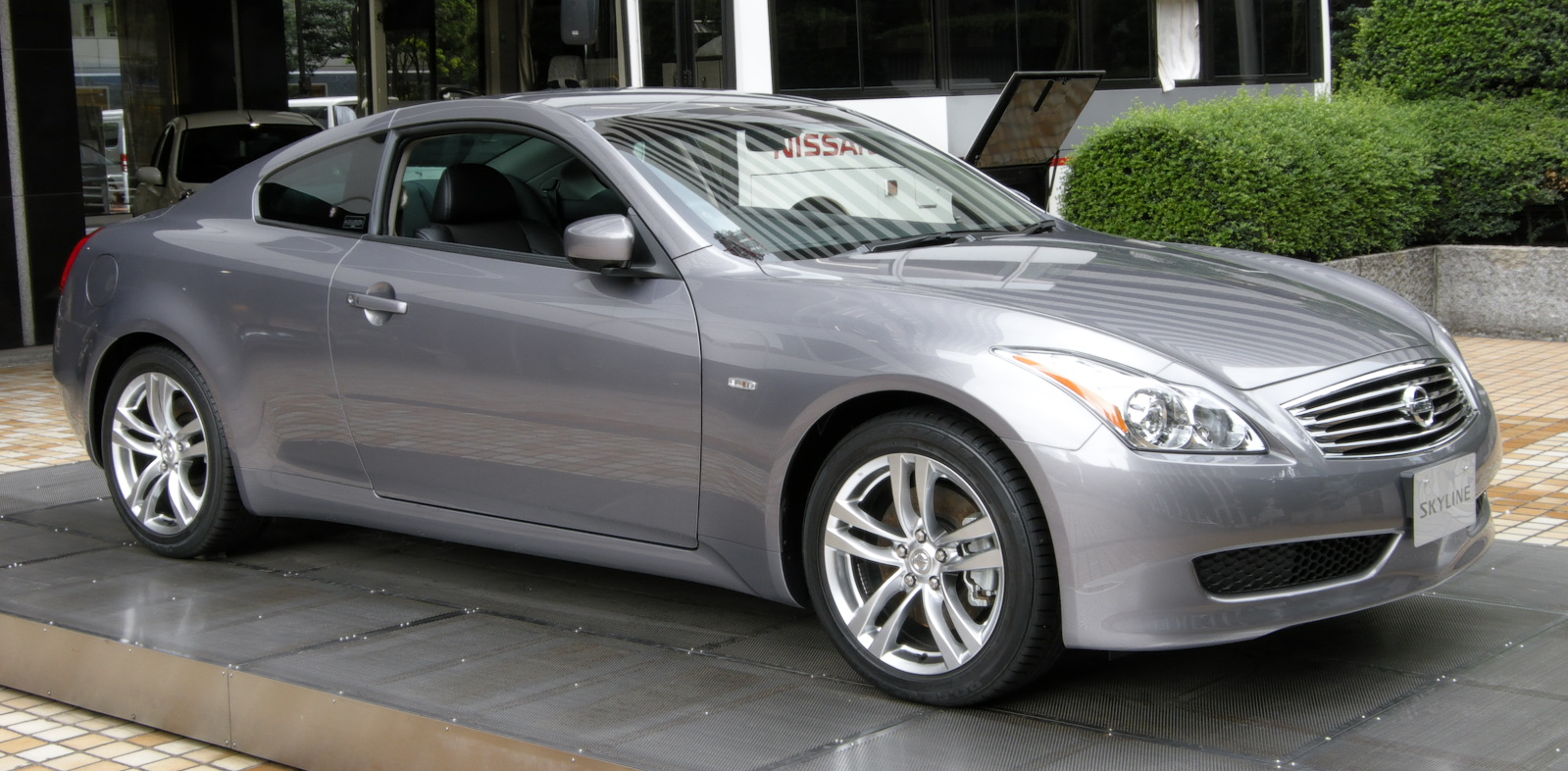
Una Nissan Skyline versione coupé dodicesima serie

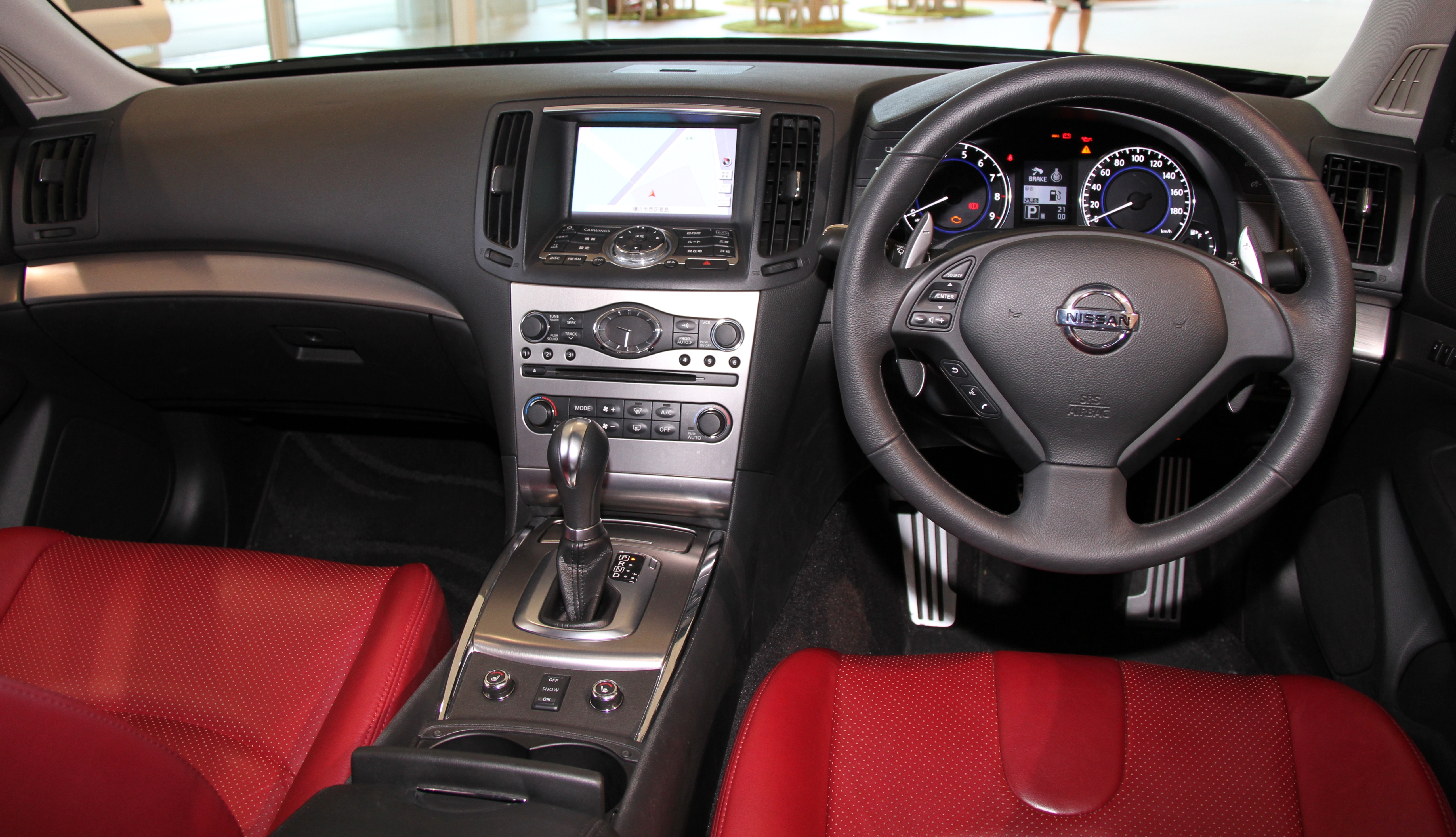
Gli interni di una Nissan Skyline dodicesima serie

Nel novembre 2006 venne lanciata sui mercati la dodicesima generazione della Skyline, che era disponibile con carrozzeria berlina quattro porte e coupé due porte.
È stata venduta solo in Giappone e negli Stati Uniti (in quest'ultimo caso con il nome Infiniti G36) fino al 2009. Nel 2010 la Skyline è stata introdotta con il nome di Infiniti G36 anche in Europa. All'inizio del 2007 è stata presentata la nuova coupé Skyline 370GT, venduta anche con il nome di Infiniti G37.
Il cambio era manuale a sei rapporti, o automatico a cinque o sette rapporti. La motorizzazione offerta era composta da un propulsore a benzina V6 da 2,5 L di cilindrata e 218 di potenza, da un motore a benzina V6 da 3,5 L e 311 CV e da un motore a benzina V6 da 3,7 L e 332 CV.

## La tredicesima serie (V37): 2014-

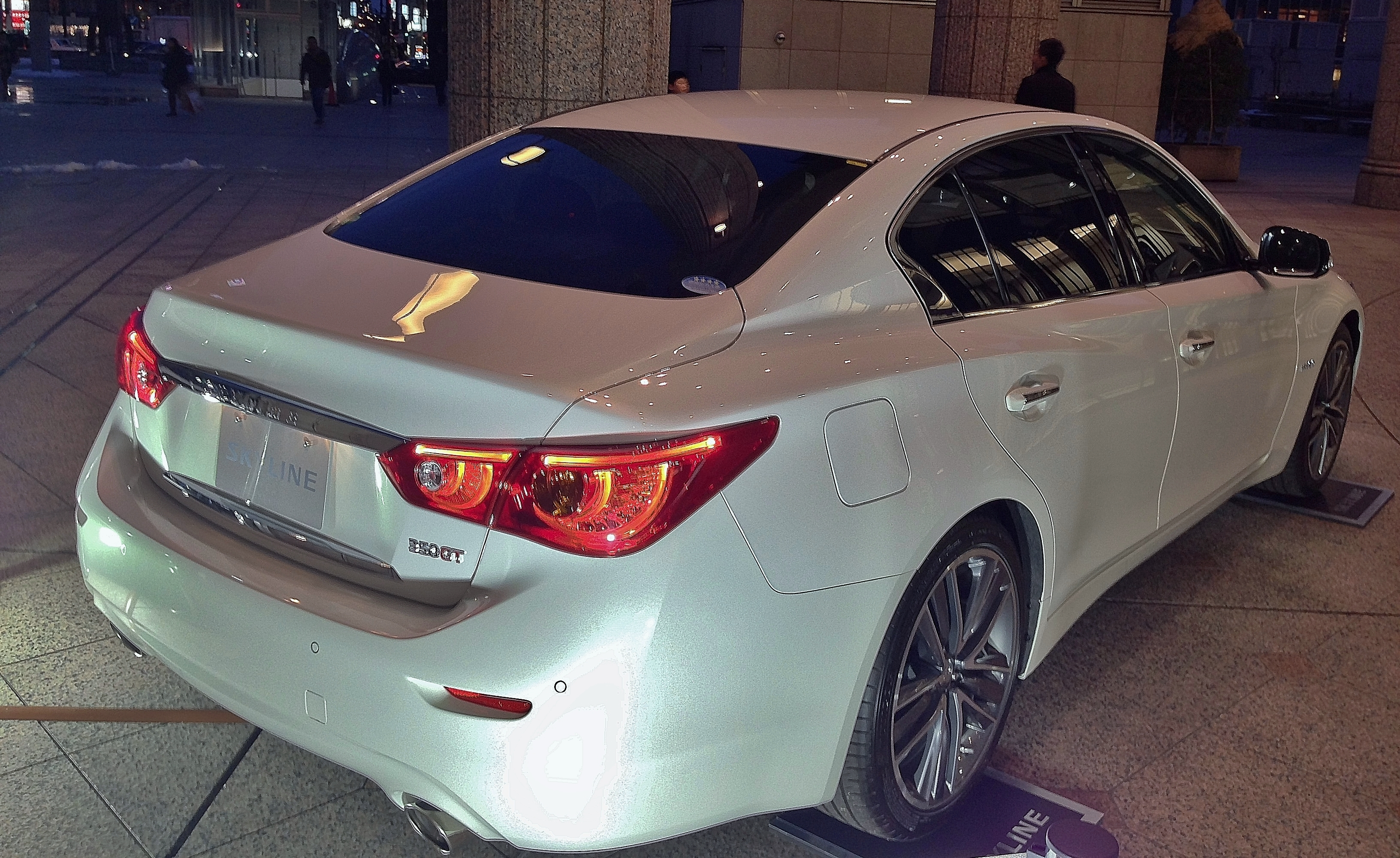
Il retro di una Nissan Skyline tredicesima serie

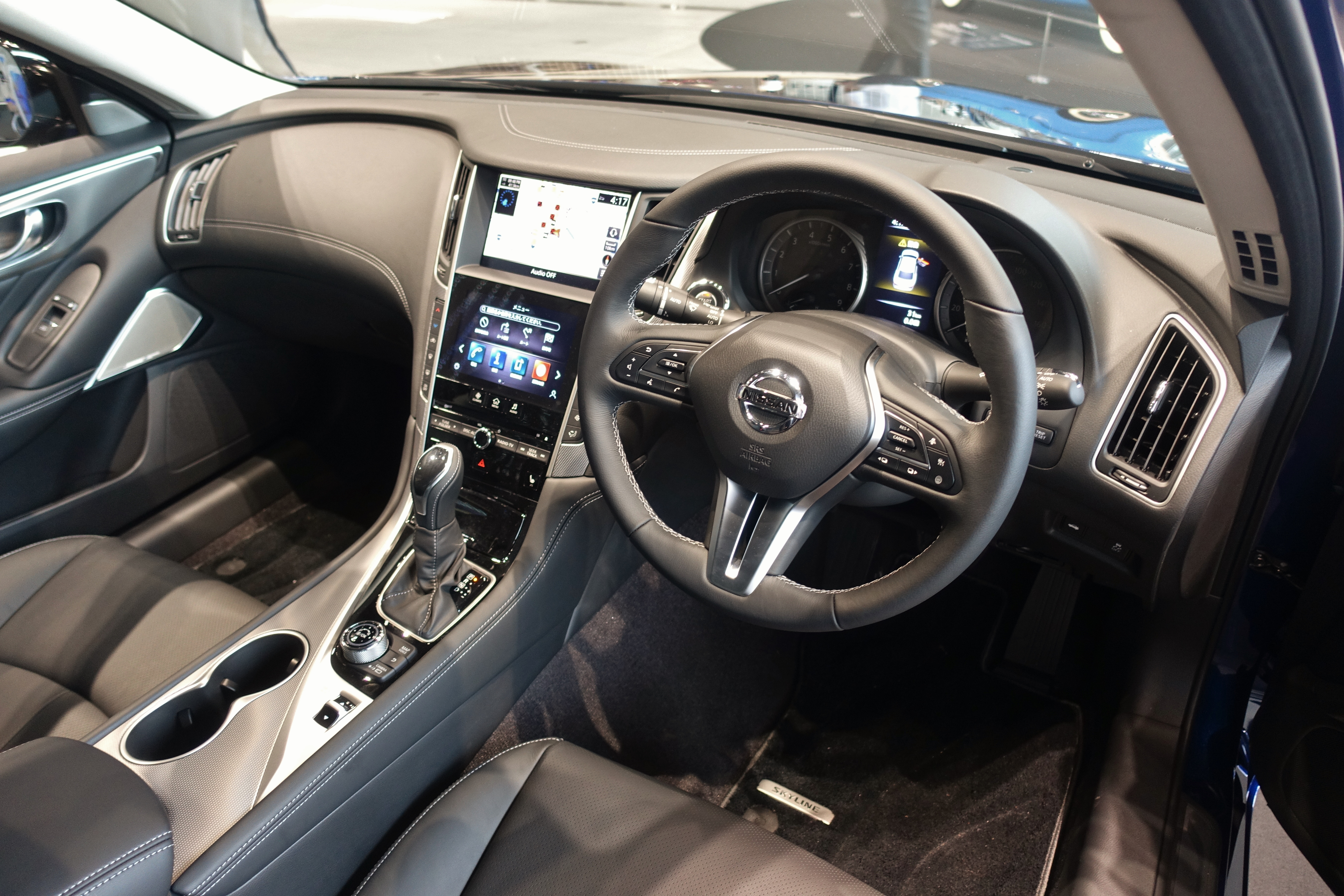
Gli interni di una Nissan Skyline tredicesima serie

Nel 2014 è stata presentata la tredicesima generazione della Skyline, che è basata sulla Infiniti Q50. È disponibile solo con carrozzeria berlina quattro porte. La versione coupé non è infatti più offerta. Nel dicembre 2017 questa serie di Skyline è stata oggetto di un restyling. Nell'agosto 2023 è stato presentato un modello speciale con motore da 400 CV, con produzione limitata a 1000 unità.
Il cambio è automatico a sette rapporti. Il cambio manuale non è più disponibile. La motorizzazione offerta è composta da un propulsore a benzina a quattro cilindri in linea da 2 L di cilindrata e 208 di potenza, da un motore a benzina V6 bi-turbo da 3 L e 400 CV e da un motore a benzina V6 da 3,5 L e 311 CV.